# アレクサンドル・ラピン
アレクサンドル・パブロヴィチ・ラピン（ロシア語: Александр Павлович Лапин）は、ロシアの軍人。

## 経歴

### 初期のキャリア
1964年1月1日に生まれた。高校卒業後、1981年から1982年までカザン化学技術大学で学び、1982年から1984年まで、ソ連防空軍に所属した。その後カザン高等戦車指揮学校に入学し、卒業後は陸軍に所属した。1997年にマリノフスキー陸軍機甲部隊アカデミーを卒業している。

### 将軍としてのキャリア
2017年、ラピンはシリア駐留ロシア軍の参謀長に就任した。
2017年11月22日にロシア軍の中央軍管区司令官に就任した。2019年、大将に昇進。
2020年、ロシア連邦軍参謀本部軍事アカデミー最高指揮官再訓練・上級訓練コースを卒業した。

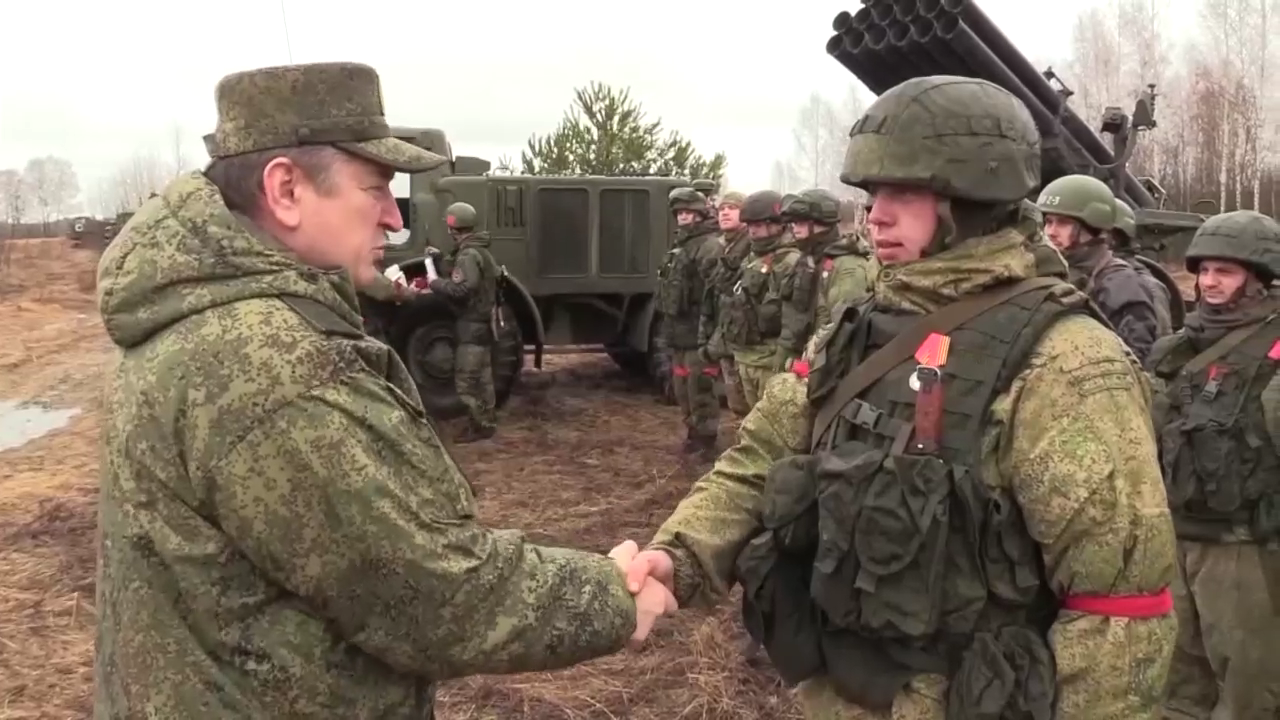
2022年4月、勲章授与を行う様子

2022年6月、ラピンがロシアによるウクライナ侵攻部隊の中央軍集団司令官であったことが明らかになった。
NPRによると、ラピン指揮下の部隊が2022年ロシアのウクライナ侵攻の最初の数カ月間にノヴァ・バサンとボブロヴィツィアで民間人を殺害したとされ、殺害が広範囲に及んだ場合、ラピンは指揮官責任の原則に基づいて戦争犯罪で起訴される可能性があると示唆された。
2022年7月4日、ラピンはロシア連邦英雄の称号を授与された。
2022年10月、ウクライナ軍がリマンを奪還した後、ラパンはチェチェン共和国の首長ラムザン・カディロフから激しく批判された。ロシア大統領府はカディロフに「特別軍事作戦」の間は「感情を脇に置く」よう命じた。2022年10月29日、ラピンは中央軍管区司令官を解任された。
2023年1月10日、ロシアのメディアは、ラピンがロシア陸軍参謀長に任命されたと報じた。
2024年5月16日、レニングラード軍管区司令官に就任した。
2024年8月のウクライナ軍によるクルスク侵攻までの数か月間に、ラピンはクルスク州の保護に責任を負っていた国境警備隊評議会を解体した。

## 制裁
2022年3月15日、ロシアのウクライナ侵攻を背景に、ラピンはウクライナ攻撃に関与したロシア軍の派遣に責任があるとしてイギリスの制裁リストに載った。
2022年5月5日、ラピンは「プーチン大統領による平和で主権のある国への侵攻の選択に加担した」としてカナダの制裁対象リストに掲載された。2022年10月19日、彼は「ウクライナに対する侵略に関与した」としてウクライナの制裁対象となった。同様の理由で、彼はオーストラリアとニュージーランドの制裁対象リストに載っている。